# Xatrac de les Aleutianes
El xatrac de les Aleutianes (Onychoprion aleuticus) és una espècie d'ocell de la família dels làrids (Laridae) que habita costes, llacunes i desembocadures de rius de Sakhalín, Kamtxatka, illes Aleutianes i Alaska i illes properes.